# Krakkó történelmi központja
Krakkó történelmi központja (lengyelül: Stare Miasto, azaz Óváros) Lengyelország korábbi fővárosában, a Wawel királyi székhely lábánál helyezkedik el. A 13. századi kereskedővárosban található Európa legnagyobb piactere, a Rynek Główny és számos történelmi háza, palotája és temploma. A város izgalmas történetének további bizonyítékai a 14. századi erődítések maradványai, Kazimierz, déli részén a régi zsinagógával,  a Jagelló Egyetem és a gótikus waweli székesegyház, a lengyel királyok nyughelye.

## Az Óváros

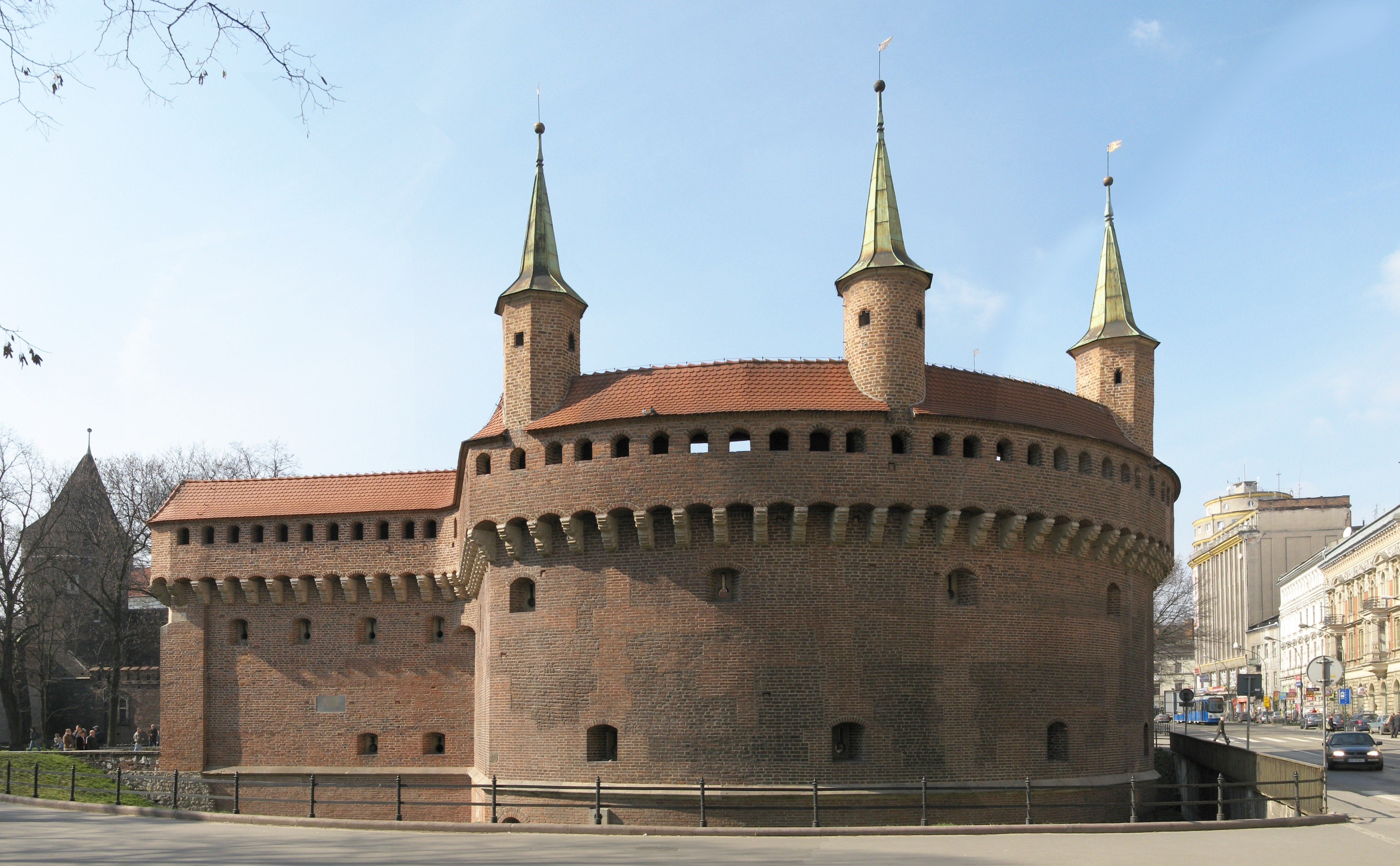
A Barbakán

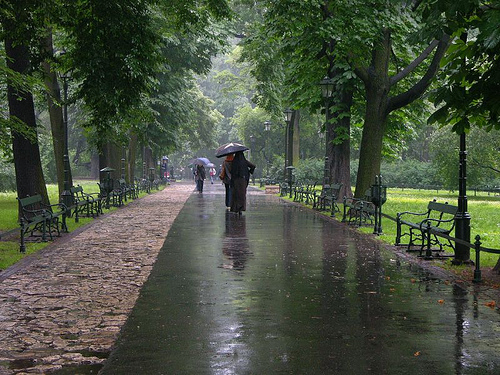
A Planty

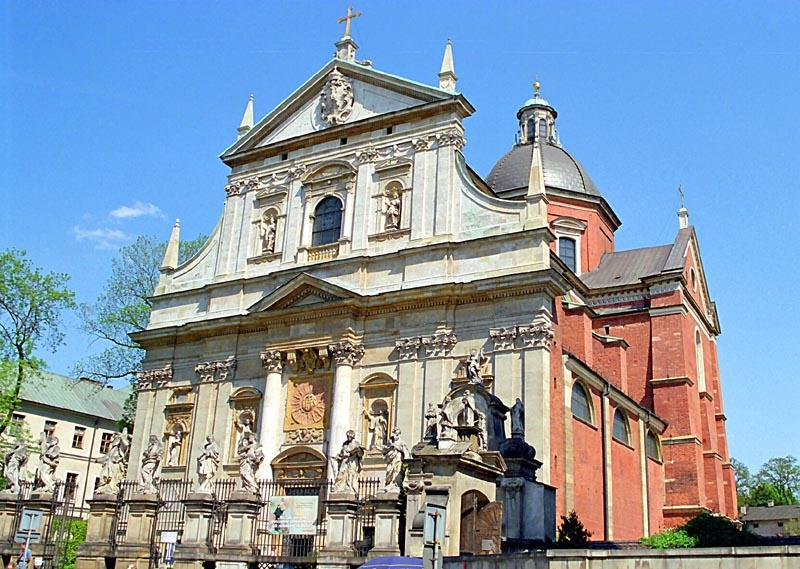
A Szent Péter és Pál-templom

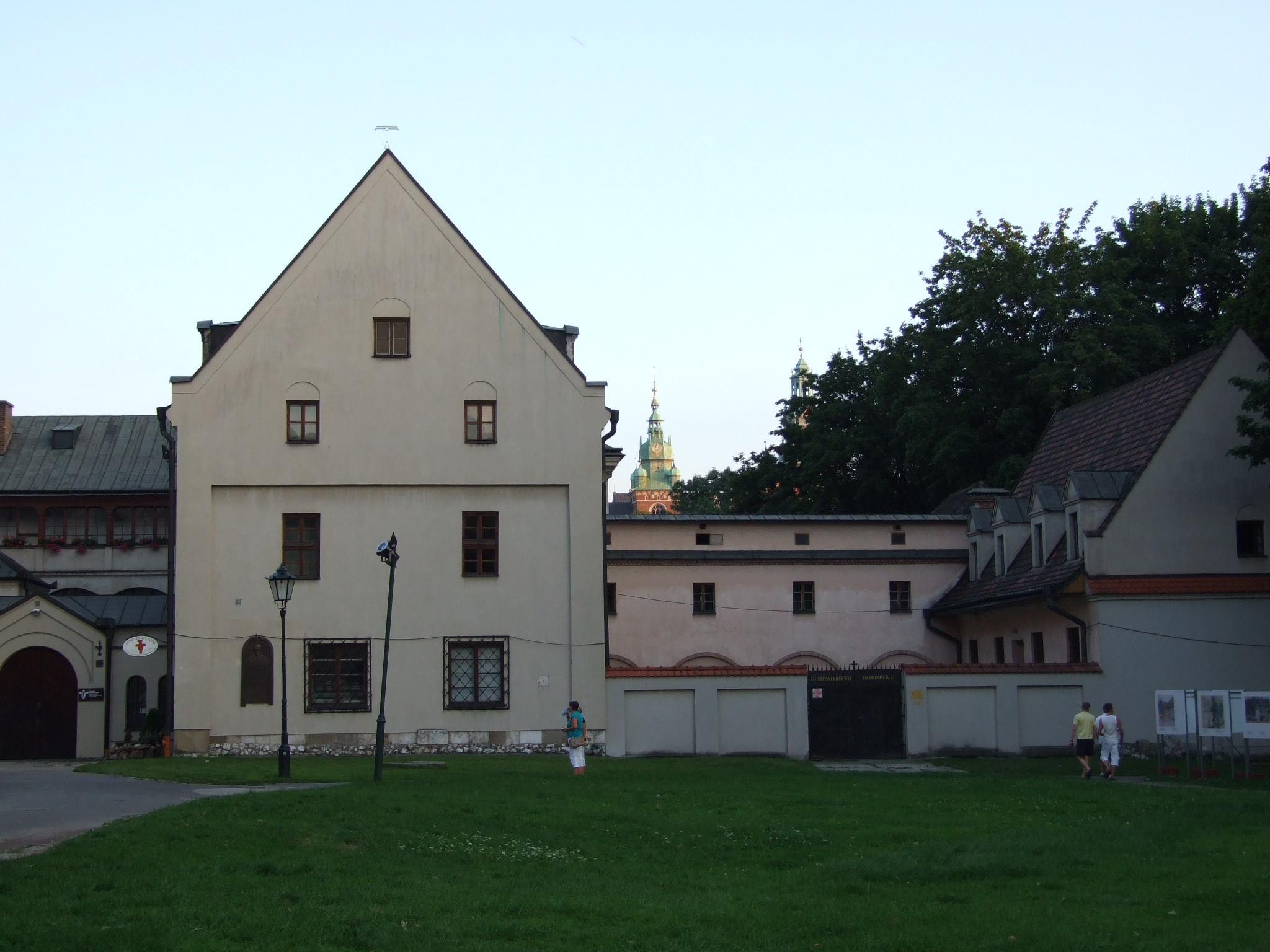
A ferences kolostor

### Története
Kialakulása Szemérmes Boleszláv fejedelem uralkodása idejére tehető. Krakkó 1257-ben megkapta a magdeburgi városjogokat, és ekkor alakult ki mai Óváros városszerkezete. A sakktáblaszerű beépítettség abban a korban, amikor a legtöbb városra a szűk, kacskaringós utcák voltak a jellemzőek, a legkorszerűbbnek számított. Krakkó virágkora Nagy Kázmér uralkodása alatt kezdődött, amikor a kereskedővárosnak már 10 000 lakosa volt, és tetőpontját a Jagelló-ház uralkodása alatt érte el. A virágkor végét a Wasa-dinasztia uralomra jutása jelentette, s a város elvesztette központi pozícióját. A tűzvészek, a járványok tovább gyengítették a helyzetét, sőt a nemzetközi kereskedelmi útvonalak eltolódása a kereskedelmet is megrendítette.

### Részei

#### Kleparz
A mai Óváros északi részén feküdt egykor Kleparz városka, mely idővel egybe épült Krakkóval. Legfőbb látványossága a Szent Flórián-templom (kościół św. Floriana), a Grünwaldi csata emlékműve (Pomnik Grunwaldzki w Krakowie) és a Krakkói Szépművészeti Akadémia főépülete (Gmach Główny Akademii Sztuk Pięknych w Krakowie)

#### Planty és a városfalak
Az Óvárost a 13. század végén, a tatár betörés ellen falakkal vették körül, amelyeket a későbbi századokban további védművekkel erősítettek meg. Krakkóba eredetileg nyolc, felvonóhíddal ellátott kapun lehetett bejutni, és a városfal erősségéről 47 torony gondoskodott. Mivel a falakat vész esetén a különböző céhek tagjai védelmezték, ezért a bástyákat is a foglalkozásokról nevezték el. Ez a védmű évszázadokig fennállt, de 1807-ben az akkori osztrák megszálló hatóságok elkezdték a lebontását, hogy gyengítsék a lengyel védekező képességeket. Napjainkban kevés maradvány látható.
- Planty: az Óvárost körülvevő park, amelynek belső peremén húzódtak egykor a városfalak
- A városfal napjainkra fennmaradt részei:
  - Barbakán: 1499-ben épített, 24 m átmérőjű erődmű
  - Flórián-kapu
  - Asztalosok-bástya
  - Ácsok-bástya
  - Paszományverők bástyája
  - a bástyákat összekötő városfal

#### A Főpiactér
Krakkó főtere vagy a Főpiactér (Rynek Główny) Európa egyik legnagyobb és legszebb középkori tere. Mérete 200*200 méter, és körül történelmi jelentőségű házak, paloták, templomok szegélyezik. Magyar vonatkozású a Wierzynek család háza és a Bárányokhoz palota.

#### A Jagelló Egyetem régi központja
Az egyetemet 1364-ben alapította Nagy Kázmér, és a mai gótikus épületet, a Stuba Communist Hedvig királyné adományából építették fel 1400 körül. Az épület földszintjén található alkimista laboratóriumban annak idején az aranykészítés titkát kutatta a híres Twardowski mester, akit maga az ördög is meglátogatott. Ennek bizonyítéka az egyik ajtón látható megszenesedett kéznyom. Az épület további részeiben a Jagelló Egyetem Múzeumának kiállítása látható.
Az egyetemet a középkor folyamán nagyszámú magyar látogatta, akiknek egy része a magyar burzában (kollégiumban) élt.

#### Okół
Okół egy másik középkori városka, mely az idők során egybeépült Krakkóval. A régi Óváros és a Wawel között helyezkedett el. A terület fontos látványosságai:
- Szent Péter és Pál-templom, az első barokk templom Krakkóban, 1582 és 1619 között épült.
- Szent András-templom, 1086-ban alapított templom, amely a tatárjárás idején menedéket nyújtott a városlakóknak. Míg külseje román stílusú, belsejére a 18. századi rokokó stílus jellemző.
- Szent Egyed-templom, a 14. században épült templom régen az Óváros központja volt.

#### További jelentős épületek az Óvárosban
- Ferences rendi templom és kolostor

1237 és 1269 között építették román és gótikus stílusban. A Mária-templom megépülése előtt a város plébániatemploma volt. Számos történelmi esemény helyszíne volt, többek között itt tartotta Nagy Lajos király lánya, Hedvig és Jagelló Ulászló litván nagyfejedelem a kézfogóját.
- Püspöki palota
- Dominikánus templom és kolostor, a 13. században épült, de több felújításon és bővítésen átesett épületegyüttes. Legrégebbi része a refektóriumban található.

## Wawel

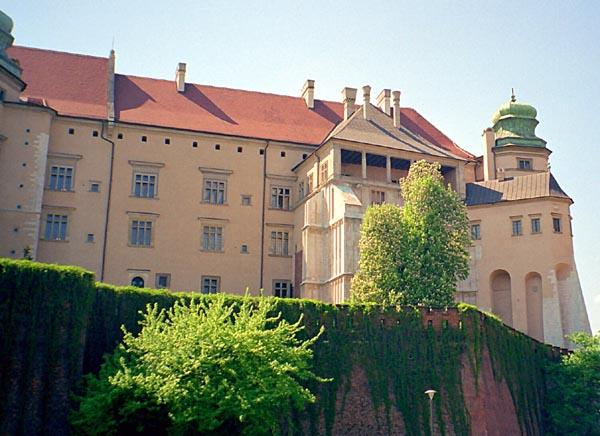
A királyi palota

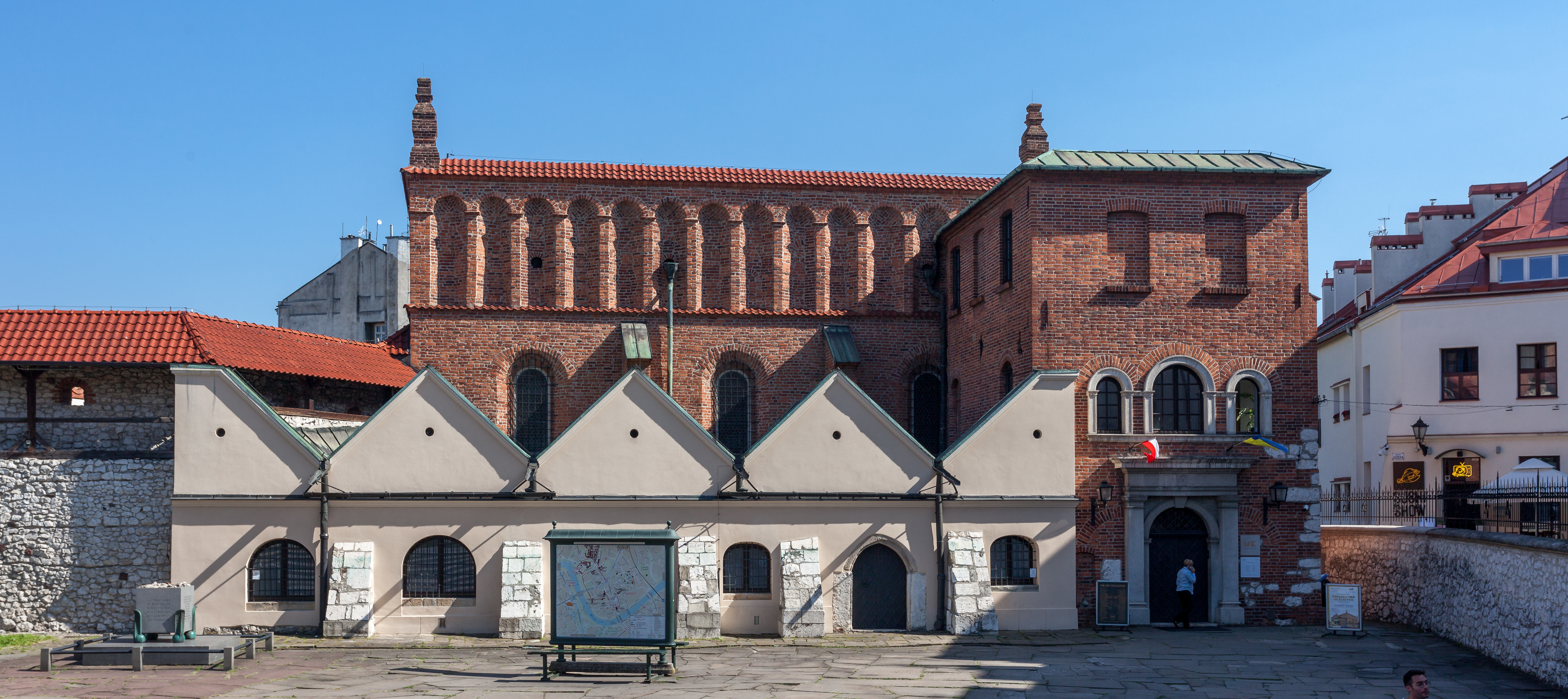
Régi zsinagóga

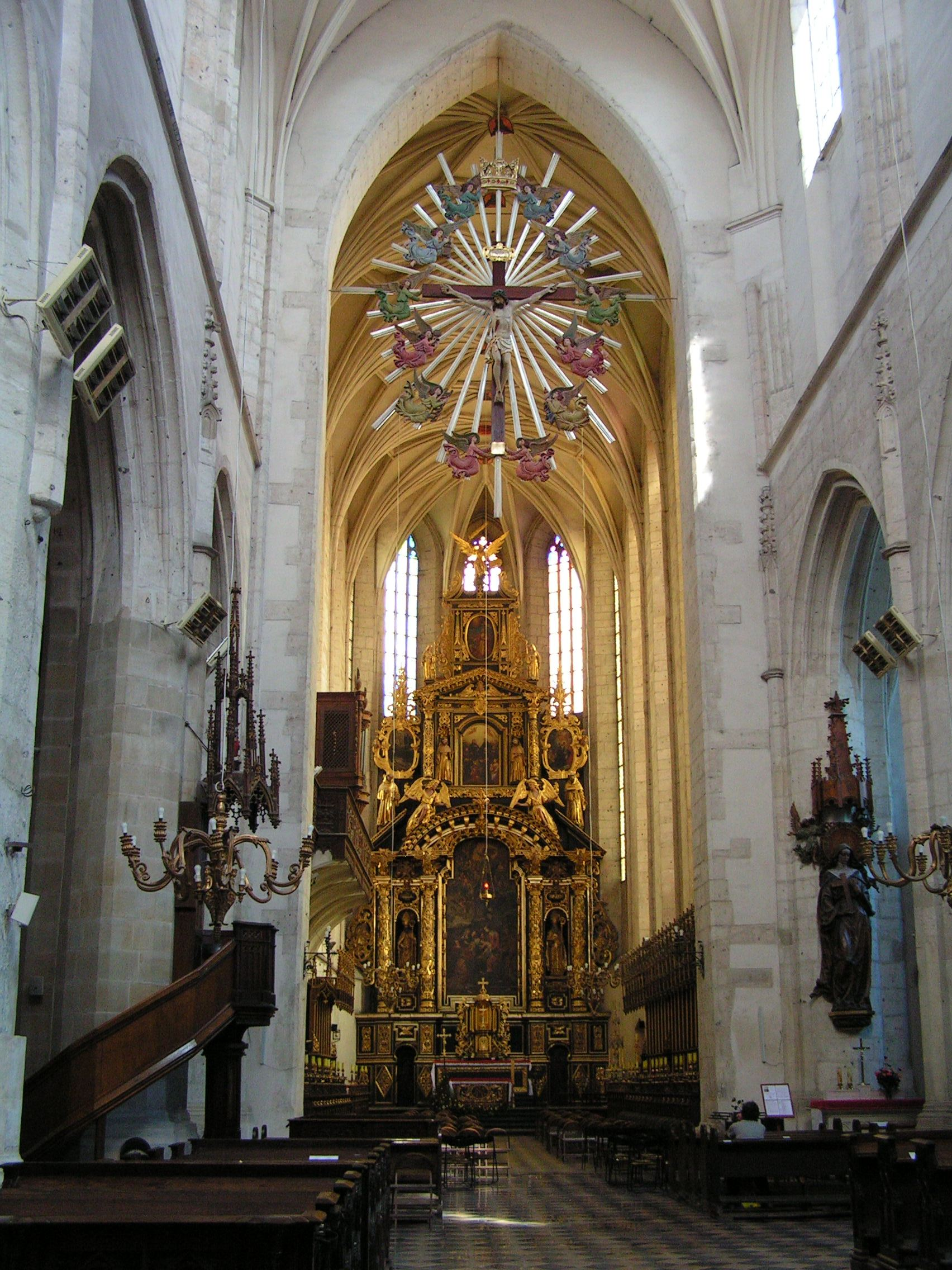
Szent Katalin-templom

A lengyel királyok valamikori székhelyének helyén, a Wawel-dombon a hagyomány szerint már Krakkó mondabeli alapítója, Krakus király is épített egy palotát.  A Wawel jelentőségét a 12. század első felében nyerte el, amikor Krakkó a Pias hercegek székhelye lett, és elkezdődött a palota és a katedrális építése. Egyes részei építésében olyan mesterek is részt vettek, aki a budai várpalota építésénél is dolgoztak. További hasonlóság, hogy mindkét  épület a Kárpátokban fejtett márványból épült.

## Kazimierz
A Waweltől délkeletre terül el a Nagy Kázmér által 1335-ben az iparosok részre alapított Kazimierz. A mai városrész sokáig önálló település volt saját városfallal és kiterjedt királyi privilégiumokkal. Nagy Kázmér ide kívánta telepíteni a Jagelló Egyetemet, és két katedrálist is építtetett. A fordulatot a város történetében az az esemény hozta, amikor I. János Albert ide költöztette a krakkói zsidókat. Ekkortól a város zsidó várossá alakult át, és megjelentek a zsidó imaházak. Még a két világháború között is jiddis nyelven beszélő zsidóság élt itt. A negyedben sajátos zsidó kultúra és művészet alakult ki, amelynek emlékét ma már csak az épületek őrzik. A város lakosságának döntő többsége a náci koncentrációs táborokban pusztult el.

### Nevezetes épületei
- Szent Katalin-templom

A 14. században kezdték építeni Nagy Kázmér megrendelésére. A krakkói gótika jellegzetes alkotása, amelyben a külső támívek hiányoznak, a falakat támfalak erősítik. A Szent Mónika-kápolnát Stibor vajda emeltette, ezért Magyar-kápolnának is nevezik.
- Kazimierzi Városháza

A 14. században emelt épületet a 16. században reneszánsz stílusban átépítették. Ma itt található a Néprajzi Múzeum.
- Corpus Christi-templom és kolostor

1358 és 1405 között építették, mestere Szepesi Miklós volt. Az volt a kazimierzi plébániatemplom.
- Magas zsinagóga
- Régi zsinagóga

a 15-16. század fordulóján épült, itt kapott helyet a krakkói zsidóság történetét bemutató kiállítás.
- Poper-zsinagóga
- Zsidó temető

A negyed híres rabbijainak, tudósainak reneszánsz és barokk stílusú sírkövekkel állítottak emléket.
- Remuh-zsinagóga

## Külső hivatkozások
- Többnyelvű portál[halott link]